# ジョルジェ・アマード

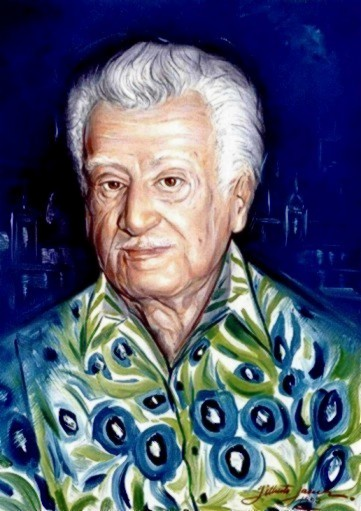
1997年

ジョルジェ・アマード（Jorge Amado, 1912年8月10日 - 2001年8月6日）は、ブラジルの小説家である。20世紀ブラジル文学を代表する作家である。作品の多くが英語、フランス語をはじめとする48以上の言語に翻訳されている。

## 略歴
1912年に北東部バイーア州イタブーナのカカオ農園に生まれた。リオ・デ・ジャネイロ大学法学部に入学し、在学中から『カカオ』などの執筆時活動を行い、1935年に卒業した。『砂の戦士たち』、『ジュビアバー』などで次第に作家として認知され始め、ブラジル共産党員だったアマードはこの時期にブラジルのプロレタリア文学を代表する作品を残した。しかし、その左派的な政治思想から同時期にブラジルでエスタード・ノーヴォ体制を築いていたジェトゥリオ・ドルネレス・ヴァルガス大統領と対立し、アルゼンチン、ウルグアイに二年間亡命した。アマードは亡命先で1920年代のテネンチズモの英雄であり、ブラジル共産党の指導者となっていたルイス・カルロス・プレステスを題材にした『革命児プレステス―希望の騎士』を著している。1942年に第二次世界大戦にブラジルが参戦し、連合国の一員としてブラジルとソ連が同盟国になると、アマードは党の指示により、1942年にサルヴァドール・ダ・バイーアに帰還した。帰国後アマードは地元の新聞に1945年1月までコラムを連載し、コラムの中でファシズムを批判する一方で、ヨシフ・スターリンとソビエト連邦を讃えた。
その後1948年から再びフランス、チェコスロバキアと亡命した後に、左傾化したヴァルガスが大統領となっていた1952年に帰国した。しかし、中華人民共和国などの実際に存在する社会主義国を訪問した経験がアマードに社会主義国への不信の念を抱かせ、1956年にスターリン批判が行われる前に「自主転向」を遂げた。スターリン主義からの転向後もチリのパブロ・ネルーダやスペインのパブロ・ピカソ、フランスのルイ・アラゴン、キューバのニコラス・ギジェンらと共に、平和運動、執筆活動を続けた。1961年にアマードはブラジル文学アカデミーの会員となった。

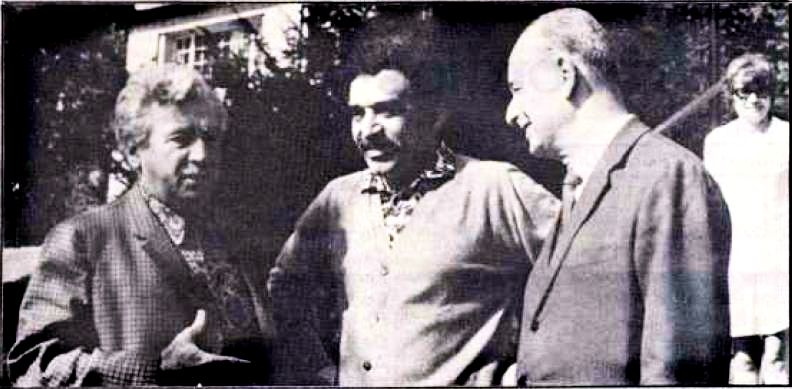
ガブリエル・ガルシア＝マルケスとアマード。

1977年にはノーベル文学賞候補となった。作風は、初期の、社会の底辺に生きる人々をリアリズムの視点で描くものから、ブラジル民衆の生きざまをユーモアや諷刺をまじえて描くことに重点が移っている。また、1976年にブルーノ・バレット監督によって映画化された『フロル婦人と二人の夫』（邦題は『未亡人ドナ・フロールの理想的再婚生活』）は2005年の『フランシスコの2人の息子』に抜かされるまで、ブラジル映画史上最大の観客動員を実現した。
1994年にポルトガル語世界で最も権威あるカモンイス賞（Premio Camoes）を受賞した。
2001年にサルヴァドール・ダ・バイーアで死去した。フェルナンド・エンリケ・カルドーゾ大統領を始め、多くの人物がその死を追悼した。

## 作品
- 『カーニバルの国』（1931年）
- 『カカオ』（1933年）
- Suor（1934年）
- Jubiabá（1935）
- 『死海』(Mar Morto)（1936年）
- 『砂の戦士たち』(Capitães da Areia)（1937年）
- 『革命児プレステス 希望の騎士』（1942年）
- 『果てなき大地』（Terras do Sem Fim）（1943年）
- São Jorge dos Ilheus（1944年）
- Seara Vermelha（1946年）
- Os Subterrâneos da Liberdade（1954年）
- 『ガブリエラ、カーネーションと肉桂』（Gabriela, Cravo e Canela）（1958年）
- A Morte e a Morte de Quincas Berro D'água（1959年）
- Os Velhos Marinheiros ou o Capitão de Longo Curso（1961年)
- Os Pastores da Noite（1964年）
- 『フロル婦人と二人の夫』（Dona Flor e seus dois maridos）（1966年）
- Tenda dos Milagres（1969年）
- 『テレザ』Teresa Batista Cansada da Guerra（1972年）
- Tieta do Agreste（1977年）
- Farda Fardão Camisola de Dormir（1979年）
- Tocaia Grande（1984年）
- O Sumiço da Santa (1988年）
- A Descoberta da América pelos Turcos（1994年）
- Navegação de Cabotagem（1992年）
- O Compadre de Ogum（1995年）

## 日本語訳された作品
- 『飢えの道』神代修訳、新日本出版社、1968年
- 『老練なる船乗りたち ― バイーアの波止場の二つの物語』旺文社文庫、高橋都彦訳、旺文社、1978年
- 『ツバメとトラネコ ― ある愛の物語』高見英一訳、新潮社、1983年
- 『砂の戦士たち』阿部孝次訳、彩流社、1995年
- 『果てなき大地』新潮・現代世界の文学、武田千香訳、新潮社、1996年
- 『カカオ』田所清克訳、彩流社、2001年
- 『テレザ』明日満也訳、東洋出版、2004年
- 『丁子と肉桂のガブリエラ』（Gabriela, Cravo e Canela）尾河直哉訳、彩流社、2008年

## 脚註
1. 1 2 3  岸和田仁「『戦いのとき』―1940年代のジョルジ・アマード時評集を読む」『ラティーナ』657号、2008年11月。